# Ткаченко Анатолій Григорович
Ткаченко Анатолій Григорович (23 березня 1943 року — 11 грудня 2013) — український геодезист, географ-картограф, кандидат технічних наук, доцент Київського національного університету імені Т. Г. Шевченка.

## Біографія
Народився 23 березня 1943 року в Павлограді Дніпропетровської області. Закінчив у 1970 році географічний факультет Київського університету зі спеціальності «картографія», у 1973 році аспірантуру кафедри геодезії та картографії. У Київському університеті працює з 1974 року асистентом, з 1994 доцентом кафедри геодезії та картографії. Кандидатську дисертацію на тему «Дослідження особливостей кутових вимірювань в умовах флуктуаційних аномалій в приземному повітрі» захистив у 1994 році.

## Наукові праці
Сфера наукових досліджень: рефракція та атмосферний вплив на кутові виміри; удосконалення технологій геодезичного забезпечення інженерних та науково-дослідних робіт. Працює в області створення підручників з вищої та супутникової геодезії. Автор близько 100 наукових праць з теорії і практики геодезії, топографії, прикладної геодезії. Основні праці:
1. Топографія з основами геодезії. — К., 1986, 1995, 2009 (у співавторстві)
2. Навчальна топографо-геодезична практика. — К., 2001 (у співавторстві)
3. Радіогеодезія. — К., 2003 (у співавторстві)
4. Геодезія. Статистична обробка та вирівнювальні обчислення результатів вимірювань. — К., 2003 (у співавторстві)
5. Вища геодезія. Вирівнювання типових побудов тріангуляції. — К., 2004 (у співавторстві).